# Dourd'hal
Dourd’hal (également orthographié Dourdhal) est une ancienne commune française de la Moselle, rattachée à la commune de Saint-Avold depuis 1965.
Ses habitants sont au nombre de 343 en 1962.

## Géographie

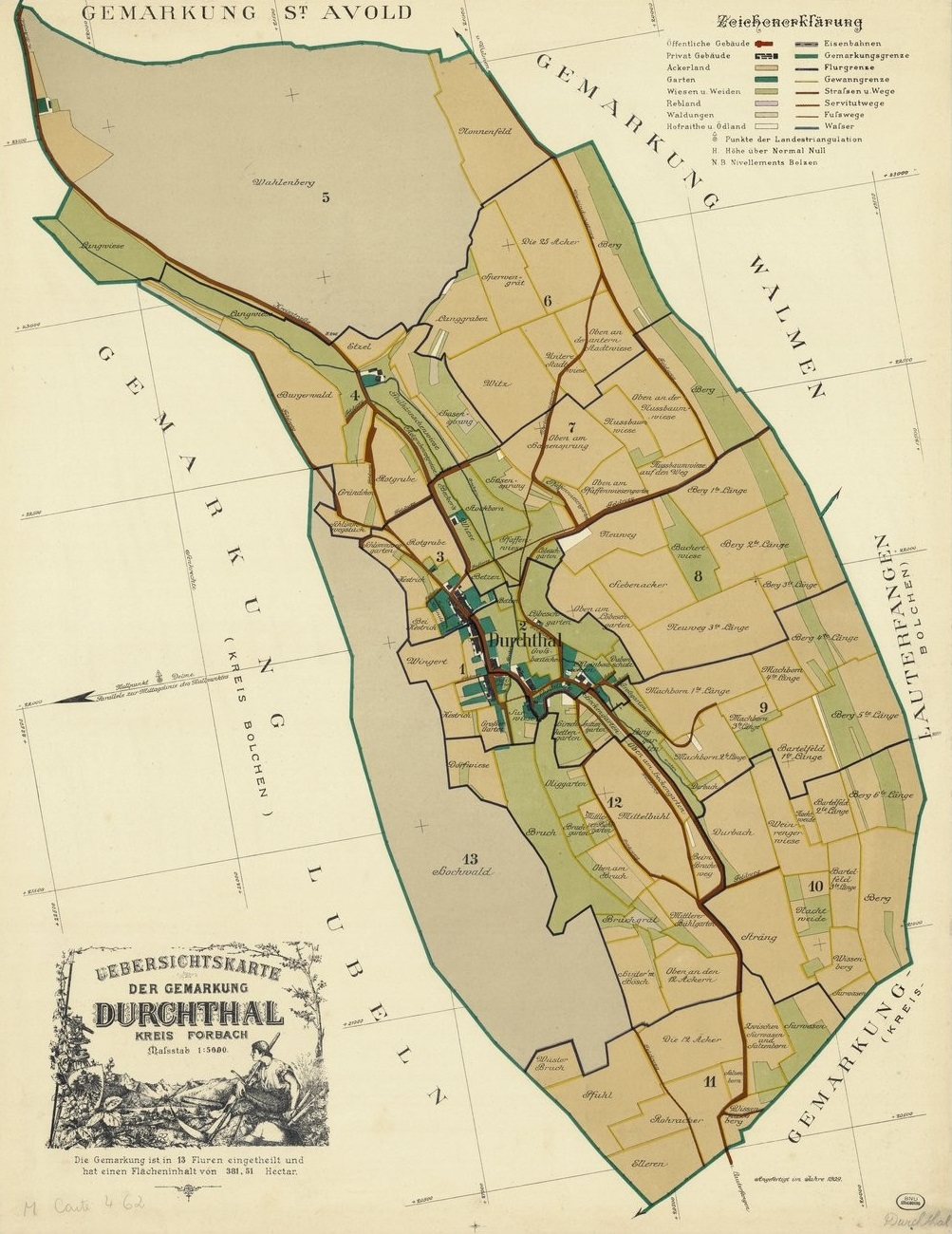
Plan cadastral de Dourd'hal en 1909.

### Site
Limité par les communes de Longeville-lès-Saint-Avold au nord, de Laudrefang à l’ouest, de Folschviller et Valmont au sud et de Saint-Avold à l’est, le territoire de Dourd’hal couvre 381 hectares.
Le vallon de Dourd’hal est situé dans la zone de contact entre le plateau lorrain par son versant sud, recouvert de marnes et de calcaire coquillier (Muschelkalk) dominé par la forêt de Fürst, et le massif du Warndt par son versant nord, constitué de grès vosgien bigarré (Bundsandstein) occupé par la forêt du Hohwald (Hautbois). Des affleurements de conglomérat principal s'observent surtout au Nord-Est mais aussi dans le bas du village (ancienne carrière). Des grès intermédiaires, plus riches en minéraux font la transition entre les grès pauvres et acides du Trias avec les roches marno-calcaires du Muschelkalk (carte géologique du BRGM). Ce grès bigarré contient des filons de cuivre sous forme d'azurite et de malachite autrefois exploités dans l'ancienne mine du Hautbois appelée Kaiser Wilhelm et située à 500 m de l'église de Dourd'hal dans la forêt de Longeville-lès-Saint-Avold.

### Hydrographie
Le Rederbach, affluent de la rive droite de la Rosselle, prend source en deux branches au pied du plateau du côté de Laudrefang, au lieudit Bruch, et se dirige sud-ouest nord-est vers l’ancien étang de Roderisse, au confluent du ruisseau du Nonnenwald, avant de se jeter dans la Rosselle près de la Bormühle, à proximité de l’actuelle salle communale l’Agora de Saint-Avold. La rivière qui traversait autrefois le village (à hauteur de l’église)et sillonnait dans les vergers a été canalisée dans les années 1980, à des fins d’urbanisation et de (mauvaise) gestion des eaux usées.
Il existe deux petites cascades sur les deux branches d’origine du ruisseau, deux fontaines-lavoirs rue principale alimentées par une source du plateau, une fontaine lavoir chemin Saint-Sébastien alimentée par une source provenant du Hohwald. Le Rederbach était utilisé par le moulin à la sortie de village, son canal de dérivation est encore visible. Depuis 1975, le ruisseau a été mis sous buse et transformé en égout.

### Écologie, environnement
La vallée de Dourd’hal, qui sépare deux unités géologiques distinctes (Carte du BRGM), a permis le développement d’une végétation variée, acidiphile (rive gauche, au Nord et Nord-Est) à calciphile (rive droite, au sud-Ouest). L’ensemble du gradient acide-basique s’observe sur le territoire de Dourd’hal. La permanence d’une agriculture d’ouvriers-paysans a longtemps maintenu des prés de fauche, des prés-vergers et des cultures extensives riches en plantes et en insectes. Les vergers restent exploités mais une bonne partie est recolonisée par les plantes semi-ligneuse et les arbustes, ce qui conduit à des stades dynamiques importants, favorables à certaines espèces.
Sur le revers de la côte marno-calcaire au Sud, la recolonisation forestière sur les hauteurs du Nonnenberg et du Neuweg a généré des fruticées très étendues, favorables à la Pie-grièche écorcheuse, en particulier en lisière. Ce processus naturel, s’il réduit la part des rares pelouses sèches et prairies conduit peu à peu à la mise en place d’une vaste forêt de forte naturalité sur toute la partie sud de l’ancien ban du village.
La forêt du Hohwald, riche en hêtres est notamment favorable aux Pics (pic noir, pic cendré, pic vert, pic épeiche). Les mines du Haut-Bois sous la forêt (entrée côté Longeville-les-Saint-Avold) sont utilisées par plusieurs espèces de chauve-souris, ce qui a conduit à la désignation d’une ZNIEFF.
Tout le territoire de Dourdh'al est quasiment intégré dans cette Znieff de type 1 "Sites à amphibiens et Chiroptères de Longeville-lès-Saint-Avold" couvrant 1 460 ha.
Des impacts importants ont été réalisés sur les cours d’eau du village. Dans les années 1980 les responsables ont procédé à la mise en souterrain sur quasiment tout son parcours, du ruisseau  qui traversait le village pour y mettre en place la collecte des eaux usées l'assainissement (travaux vus par l'auteur). Ainsi disparaissait l'élément fondateur du vallon, un milieu naturel de proximité et un motif paysager essentiel. Cette perte mériterait que l'on étudie la possibilité de remettre à jour certains tronçons de ruisseau qui n’ont pas été trop remblayés ou bâtis.

## Toponymie
En allemand : Dourchdallen. En francique lorrain : Dahlen.

### Mentions anciennes
Dourchdalleym (1341), Dourdalheim (1343), Dürthalen (1365), Dourchdahle (1587), Dourchdalhaim (1594), Durredhal (1619), Dourdal (1664), Dordal (1681), Durddalle (1694), Durchdalen et Dordale (XVIIIe siècle), Dhordal (1751), Dorthal ou Dordhal (1756), Dourdhal (carte de Cassini), Dourd'hal (1793), Dourdhal (1801), Dourdhall (1817).
Au milieu du XIXe siècle, Dourd'hal est également connu au niveau postal sous l'alias de Durchd'hal.
Pendant la période de l'Alsace-Lorraine (1871-1918), ce village est dénommé Durchtal.

### Étymologie
Durch'Tal signifie « à travers la vallée » en allemand standard. La mention de 1341 inclut en effet ces mots sous la forme Dourch et dall. En outre, le suffixe -heim est présent dans ce toponyme sous la forme -eym en 1341, -heim en 1343 et -haim en 1594. En l'occurrence, il s'agit plus précisément d'un « heim (foyer/hameau) à travers la vallée ». Suivant cette hypothèse, le terme Dourch est devenu Dour par syncope ou altération.
Selon Ernest Nègre, le toponyme se compose du nom de personne germanique Torro suivi de tal (vallée).
Autrement, Dourd’hal tire peut-être son origine du petit ruisseau qui draine cette petite vallée sèche : Dordal, « la vallée sèche ».

## Histoire
L’histoire du village se confond avec celle de l’abbaye bénédictine de Saint-Martin-de-Glandières de Longeville-lès-Saint-Avold, fondée au VIe siècle. En 1254, l’évêque Jacques de Lorraine attribue la moitié du village à la nouvelle collégiale de Hombourg-Haut. Jusqu’en 1587, le village est donc sous la souveraineté de deux seigneurs, l’abbaye de Saint-Martin-de-Glandières et la collégiale de Hombourg.
Le village est détruit pendant la guerre de Trente Ans et reconstruit à la fin du XVIIe siècle par les soins de l’abbaye de Saint-Martin-de-Glandières. Par le traité de Paris signé entre la France et le duc de Lorraine en 1718, Dourd’hal est attribué au duché de Lorraine et devient donc français en 1766. En 1790, à la Révolution française, le village est rattaché au canton de Saint-Avold.
Dourd’hal a été érigé en paroisse indépendante sous le vocable de Saint Thomas par décret de Charles X du 3 août 1826 et rattaché à l’archiprêtré de Saint-Avold.
Le 1er septembre 1939, Dourd’hal, situé immédiatement en contrebas des ouvrages de la ligne Maginot, est évacué sous la guidance du maréchal Cellier Camille[réf. nécessaire]. Les familles de mineurs sont envoyés à Lens dans le Pas-de-Calais et le reste de la population à Usson-du-Poitou dans la Vienne. Pendant l’annexion de fait de 1940-1944, Dourd’hal est réuni le 1er janvier 1941 à Saint-Avold et retrouve son indépendance à la Libération. Pour des raisons notamment financières, le conseil municipal de Dourd’hal vote la fusion avec la commune de Saint-Avold le 27 novembre 1964. Elle devient effective le 1er janvier 1965.

## Administration
| Période                                  | Période | Identité | Étiquette | Qualité |
| ---------------------------------------- | ------- | -------- | --------- | ------- |
|                                          |         |          |           |         |
|                                          |         |          |           |         |
| Les données manquantes sont à compléter. |         |          |           |         |

## Démographie, vie civique et sociale
La population a connu une lente évolution : 323 habitants en 1817, jusqu'à environ 278 en 1954 pour remonter nettement à 343 en 1962.
De son ancien statut de commune indépendante et de sa longue histoire, dotée d’armoiries propres et d’une paroisse de plein exercice, la communauté villageoise conserve un certain particularisme. Ce sentiment est conforté par l’isolement géographique du village, sa situation en impasse qui lui évite un trop grand flux de circulation, et renforce les liens familiaux de ses habitants. Nombreux sont les enfants du village, qui après avoir commencé leur vie à l’extérieur, s’installent dès qu’ils le peuvent à Dourd’hal, et y bâtissent sur une parcelle familiale.
L’école fonctionnait autrefois dans la mairie (au coin de la rue principale et de la rue des Cerises), la nouvelle école construite dans les années 1960 après avoir failli disparaître dans les années 1990, voit de nouveau ses effectifs croître, une troisième classe a été mise en service en 2004.
Plusieurs organismes et associations animent la vie sociale du village. Le conseil de fabrique de la paroisse Saint-Thomas veille à l’entretien de l’église. L’association des arboriculteurs permet la distillation de divers schnaps, cerise, mirabelle, poire etc. L’association sportive et des loisirs (ASLD) organise des activités sportives et culturelles, patrimoine et environnement, fêtes et spectacles. Elle gère et anime le Foyer des Cerises. Le syndicat des apiculteurs a construit et anime le rucher école. Le syndicat des arboriculteurs gère le verger école et la « Schnapsbud », distillerie locale.	
Dourd’hal maintient sa tradition de fêtes villageoises (kermesses, vide-greniers, bals de carnaval, crécelles de la semaine sainte, fêtes de l’école, Saint-Nicolas des enfants, journée du patrimoine et de l’environnement, repas etc.). La société des mineurs, maintenant disparue, organisait une fête des cerises.
| 1800 | 1806 | 1821 | 1836 | 1841 | 1861 | 1866 | 1872 | 1876 |
| ---- | ---- | ---- | ---- | ---- | ---- | ---- | ---- | ---- |
| 304  | 322  | 299  | 339  | 292  | 263  | 260  | 269  | 266  |

| 1881 | 1886 | 1891 | 1896 | 1901 | 1906 | 1911 | 1921 | 1926 |
| ---- | ---- | ---- | ---- | ---- | ---- | ---- | ---- | ---- |
| 263  | 262  | 256  | 243  | 224  | 233  | 226  | 237  | 245  |

| 1931 | 1936 | 1946 | 1954 | 1962 | - | - | - | - |
| ---- | ---- | ---- | ---- | ---- | - | - | - | - |
| 241  | 239  | 266  | 278  | 343  | - | - | - | - |

## Économie
Les forêts ont été de tout temps source d’activités, un certain nombre d’habitants du village continuent toujours à faire du bois de chauffage.
Les terres lourdes du versant sud sont cultivées en céréales et pâturages tandis que le versant du sud du grès vosgien est consacré aux vergers et parcs d’élevage. Longtemps les multiples parcelles ont été cultivées par les mineurs-paysans après leur poste et avec l’aide de la famille. Ce mode d’exploitation a disparu, la partie agricole du territoire de Dourd’hal est maintenant exploitée par six agriculteurs. Les carrières de grès ont été longtemps exploitées, tandis qu’un moulin à huile fonctionnait à la sortie du village.
Le village compte pour seul commerce une boulangerie. Il existait autrefois un café-épicerie et un autre café, qui ont disparu avec le développement des grandes surfaces.

## Patrimoine

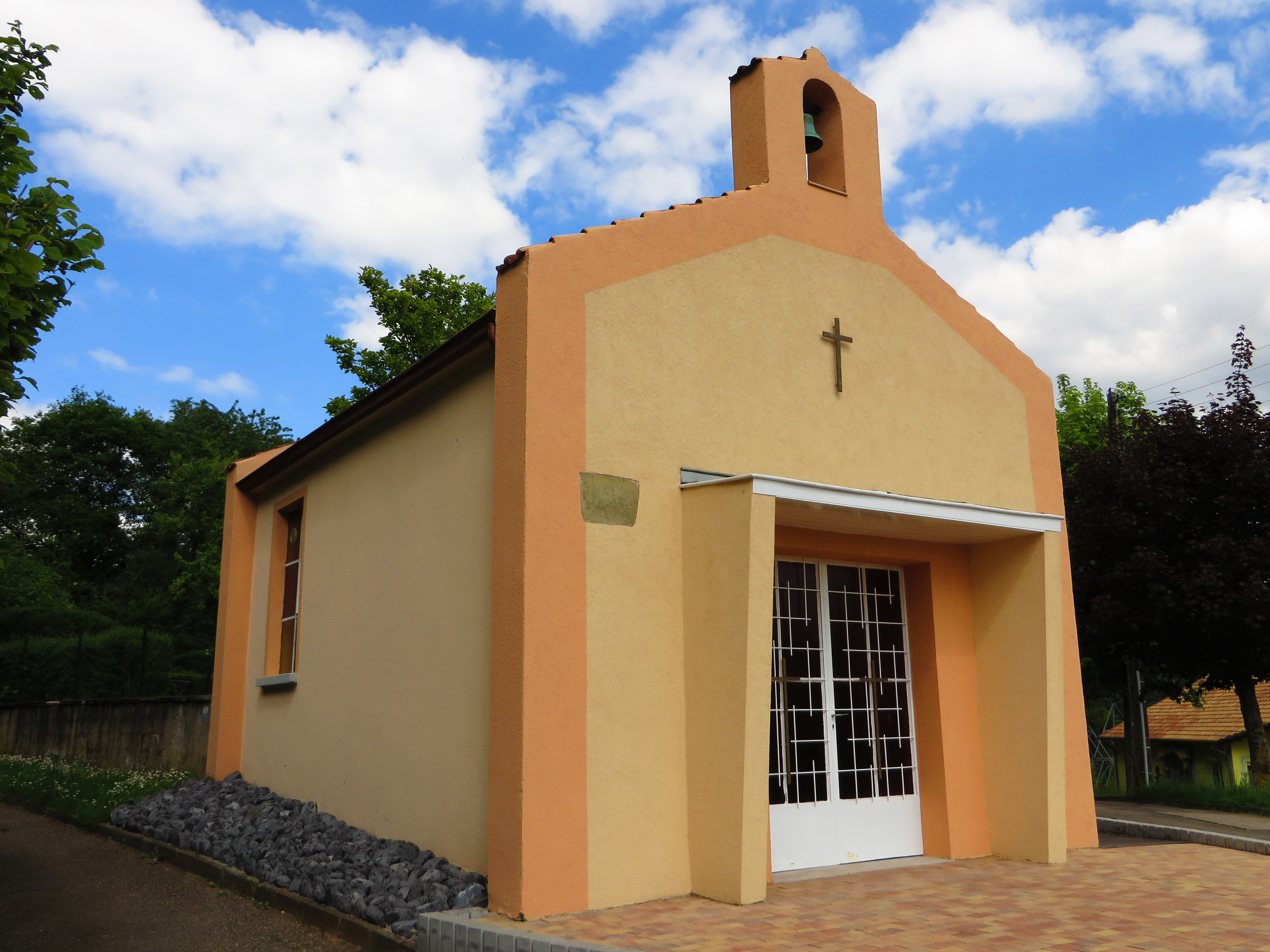
La chapelle Saint-Sébastien.

Le village lui-même comporte des monuments champêtres et des bâtiments typés de l’architecture rurale : chapelle en haut de la rue de Laudrefang, oratoire et fontaine-lavoir de la rue principale, ancien cimetière, fontaine-lavoir devant l’ancien cimetière, fontaine-lavoir du chemin Saint-Sébastien (bonne fontaine), chapelle Saint-Sébastien, croix de chemin à l’angle de la rue de la Vallée.
L’église actuelle, construite en 1836, a subi peu de modifications mais sa décoration intérieure traditionnelle a disparu à la suite des destructions de la Seconde Guerre mondiale. Elle conserve cependant les caractéristiques des petites églises-halles des villages lorrains et dispose d’un nouvel orgue construit en 1994 par l’association des amis de l’orgue, avec le facteur Gaston Kern.
Le monument aux morts est construit en bas-relief et se situe sur le flanc nord du clocher.
Dans la partie ancienne de Dourd’hal subsiste la structure classique des villages-rues à usoirs où alternent les fermes et de maisons de manouvriers. Des maisons-blocs conservent leurs portes de granges (parfois cintrées), des ouvertures traditionnelles (grès intermédiaire) et des frises sous toiture. Les deux grandes fermes du village étaient situées au centre sont l’ancienne ferme Peupion et l’ancien bistrot-épicerie (bâtiment très transformé). Dans la rue principale, l’adossement des maisons sur le versant exposé au sud est remarquable : Ces maisons lorraines, profondes par nature, sont ancrées sur la côte et se prolongent à l’arrière en jardins et vergers. Un ensemble de ces fermes du XIXe siècle, la rue principale, est signalé par l'Inventaire général des monuments et des richesses artistiques de la France (Images du patrimoine, Cantons de Freyming-Merlebach et Saint-Avold, 1983).

## Héraldique
| Blason de Dourd'hal | Blason  | De gueules à la crosse d'or accostée de deux alérions et accompagnée de trois glands, deux en chef, un en pointe brochant sur la crosse, le tout d'argent. |
| Blason de Dourd'hal | Détails | |